# Ceratinopsis rosea
Ceratinopsis rosea är en spindelart som beskrevs av Banks 1898. Ceratinopsis rosea ingår i släktet Ceratinopsis och familjen täckvävarspindlar. Inga underarter finns listade i Catalogue of Life.